# Repositorio de acceso abierto
Un repositorio abierto o repositorio de acceso abierto es una plataforma digital que contiene resultados de investigación y brinda acceso gratuito, inmediato y permanente a los resultados de investigación para que cualquiera los use, descargue y distribuya. Para facilitar el acceso abierto, dichos repositorios deben ser interoperables de acuerdo con el Protocolo de Iniciativa de Archivos Abiertos para la Recolección de Metadatos (OAI-PMH). Los motores de búsqueda recolectan el contenido de los repositorios de acceso abierto, construyendo una base de datos de investigación disponible en todo el mundo y de forma gratuita.
Los repositorios de acceso abierto, como un repositorio institucional o un repositorio disciplinario, brindan acceso gratuito a la investigación para usuarios fuera de la comunidad institucional y son una de las formas recomendadas para alcanzar la definición de acceso abierto de la Iniciativa de Acceso Abierto de Budapest. Esto a veces se conoce como autoarchivo o ruta "verde" para el acceso abierto.

## Beneficios
Los beneficios de los repositorios de acceso abierto son:
- Abrir los productos de la institución a una audiencia mundial;
- Maximizar la visibilidad y el impacto de estos productos;
- Mostrar la institución a los grupos interesados: personal potencial, estudiantes potenciales y otras partes interesadas;
- Recopilación y curación de productos digitales;
- Gestionar y medir las actividades de investigación y docencia;
- Proporcionar un espacio de trabajo para proyectos en curso, colaborativos o de gran escala;
- Permitir y fomentar enfoques interdisciplinarios para la investigación;
- Facilitar el desarrollo y el intercambio de materiales y ayudas didácticas digitales,
- Apoyar a los estudiantes, brindando acceso a tesis, disertaciones y un espacio para el desarrollo de carpetas electrónicas.[4]

## Software
El software de repositorio más utilizado para repositorios abiertos según OpenDOAR es Digital Commons, DSpace y EPrints . Otros ejemplos son arXiv, bioRxiv, Dryad, Figshare, Open Science Framework, Samvera, Ubiquity Repositories e invenio (solución utilizada por Zenodo).